# Scarpanto
Scarpanto [Scàr-pan-to] (in greco Κάρπαθος?, Kárpathos) è un'isola dell'Egeo appartenente geograficamente al Dodecaneso.

## Geografia
Scarpanto, insieme alla più meridionale isola di Caso, si trova sulla via marittima che collega Rodi a Creta. Le due isole segnano il limite sudorientale del mar Egeo.
Scarpanto ha una forma smilza ed allungata ed è attraversata da una catena montuosa il cui punto più elevato è la cima del monte Lastos (1215 metri), più generalmente conosciuto con il nome di Kalì Limni, la maggiore elevazione del Dodecaneso. Nella sua parte settentrionale un brevissimo braccio di mare la separa dall'isolotto di Saria che le appartiene dal punto di vista geografico ed amministrativo. La popolazione residente è di 6000 abitanti, numero che si triplica nei mesi estivi.

## Clima

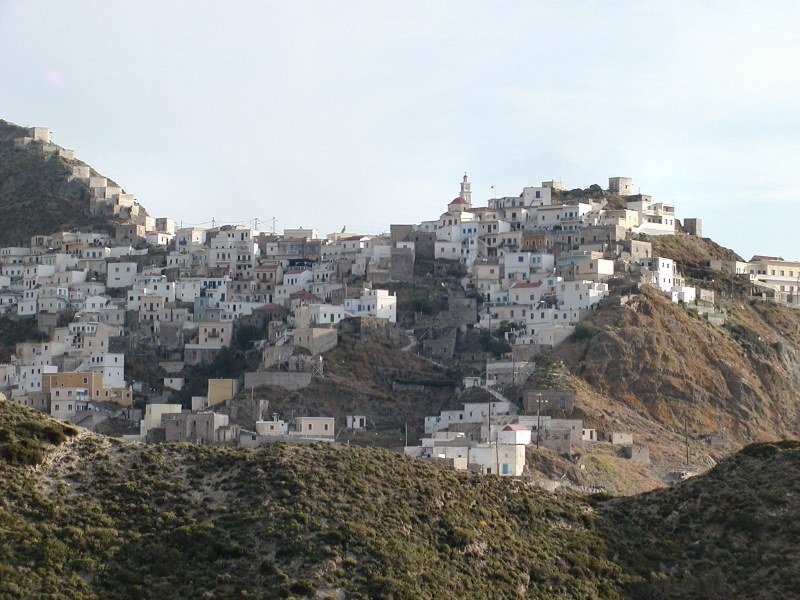
Olimpo, Scarpanto.

Il clima di Scarpanto è tipicamente mediterraneo. Una sua peculiarità è rappresentata dai venti meltemi che soffiano impetuosi d'estate colpendo soprattutto la costa occidentale. Il clima di Scarpanto presenta un elevato tasso di umidità e scarsità di precipitazioni piovose durante l'inverno.

## Storia
L'etimo greco Karpat* probabilmente risale alla radice Indoeuropea *sker/*ker, che significa 'roccia', similmente all'etimo dei Monti Carpazi (Karpaty).
Scarpanto fu abitata fin dai tempi del Neolitico da popolazioni protoelleniche. In epoca minoica coloni provenienti dalla vicina Creta portarono un più ampio respiro di civiltà. Nel periodo dal 1700 al 1450 a.C. l'isola aveva già assunto i caratteri della civiltà minoica.
Secondo lo storico Diodoro Siculo i suoi abitanti erano Cretesi inviativi dal re Minosse. 
Seguirono gli Argivi provenienti probabilmente da Micene. Nonostante Omero ricordi la presenza degli Achei sull'isola, essa continuò ad essere un centro minoico fino alla fine dell'età del bronzo.
Scarpanto partecipò alla guerra di Troia. In seguito fu colonizzata dai Dori. Lo storico Strabone ricorda quattro città principali dell'isola di Scarpanto, tra le quali Carpato. Nel periodo classico Scarpanto presentava un alto grado di civiltà dovuto probabilmente alla sua vicinanza con il porto rodio di Lindo. La città più prospera dell'isola era Carpato, che probabilmente occupava il sito dell'odierna Aperi. Nel 478 a.C. Carpato fu membro della prima lega delio-attica ma nel 404 a.C., anno della fine della guerra del Peloponneso, venne presa dagli Spartani. Dopo la battaglia di Cnido appare di nuovo alleata di Atene.
Dall'epoca ellenistica in poi seguì le vicende di Rodi. Nel 42 a.C. fu conquistata dai Romani, che la curarono molto perché costituiva una sosta lungo le vie marittime che legavano Roma alle ricche città del mediterraneo orientale. Fece parte allora della provincia romana Insulae.
Con la spartizione dell'impero romano nel IV secolo d.C. seguì le sorti dell'impero bizantino. Al tempo dell'imperatore Eraclio fece parte del thema di Creta. Scarpanto ebbe molto a soffrire dagli attacchi dei pirati. Dal VII secolo in poi, i suoi abitanti furono costretti a ritirarsi all'interno. Il fenomeno della pirateria diminuì d'intensità solo alla fine del XVIII secolo con l'invenzione della propulsione a vapore. Il governo vero e proprio veniva affidato dagli Imperatori, come di consuetudine in quelle epoche, a corsari ed avventurieri Genovesi che disponevano di una flotta privata organizzata in clan uniti da legami familiari, che esercitavano la sovranità ed il controllo marittimo per conto dei Bizantini, ed a questi clan in cambio era data concessione di commerci e dazi doganali.
Dal 1100 Scarpanto fu controllata dai Genovesi del clan della famiglia degli Spinola per conto di Costantinopoli, ma nel 1204 Leone Gabala, ribellatosi al potere centrale dell'Impero in occasione della sua temporanea caduta e autoproclamatosi Signore di Rodi e Cesare delle isole Cicladi con l'appoggio dei Veneziani si arroga il controllo dell'isola.
Nel 1224 i Genovesi riconquistano l’isola e i Bizantini ne affidano il governo-fantoccio al fratello Giovanni Gabala in quanto durante il suo governo i Genovesi continuarono comunque a controllare l’isola; alla sua morte, 1250, si succedono altri governi-fantoccio mentre l’isola è controllata sempre dai Genovesi che nel 1261 ne restituiscono formalmente la sovranità all’impero che lo controlla per tramite del capitano Genovese Giovanni De lo Cavo insignito dall'Imperatore Michele VIII Paleologo del titolo di Ammiraglio di Costantinopoli e successivamente nel 1282 l'isola passa sotto il controllo del clan Genovese dei Vignolo-Moresco, gia governatori di Rodi.
Nell'estate del 1305 il capitano Genovese Andrea Moresco viene nominato dall'Imperatore Andronico II Paleologo Ammiraglio della flotta Imperiale e riceve in feudo come appannaggio della carica le isole di Rodi, Scarpanto e Caso; Andrea con l'aiuto del fratello Lodovico Moresco e dello zio Luigi Vignolo de Vignoli, la mantiene alle dipendenze della Repubblica di Genova.
Dopo più di 2 secoli sotto l'egida Genovese alla scomparsa di Andrea Moresco venne occupata dalla famiglia di Andrea Corner e del figlio Alessio, feudatari di Candia (Creta) da parte della Repubblica di Venezia, anche se per un breve periodo furono contrastati nel 1309 dal capitano Genovese Lodovico Moresco, successivamente per un altro breve periodo l'isola fu controllata dall'Ordine degli ospedalieri di Rodi; le schermaglie proseguirono ma infine i Veneziani di Candia furono accettati dai Genovesi nel 1429 grazie al matrimonio di Andrea V Corner con Margherita Moresco, una discendente del clan Genovese dei Vignolo-Moresco .
Nel 1538 il pirata Barbarossa la conquistò in nome della Sublime porta. Nel maggio 1557 vi fu uno scontro tra 5 galere dell’Ordine di Malta al comando di Francesco di Lorena e 4 turche di Già‛far Pascià, sanjak-bey di Rodi, che ebbe la meglio. Nei successivi 3 secoli l'isola, fuori dalle principali rotte ottomane, andò incontro ad un lento decadimento, impoverimento e spopolamento.
Nel 1821 l'isola partecipò ai moti insurrezionali che portarono all'indipendenza della Grecia ma ne rimase esclusa e dall'anno seguente, il 1822, tornó ad essere parte dell'impero ottomano fino al 1912 anno in cui, in seguito alla guerra italo-turca fu annessa all'Italia insieme alle altre isole del Dodecaneso come Isole Occupate, poi Colonia del Dodecaneso; dal 1930 al 12 settembre 1943 fece parte delle Isole italiane dell'Egeo; dopo l'armistizio, fu occupato dalle truppe tedesche, che disarmarono gli italiani, facendoli prigionieri. Liberatasi dall'occupazione nazi-fascista grazie ad una rivolta nel 1944, alla fine della Seconda guerra mondiale sebbene formalmente facente ancora parte delle Isole italiane dell'Egeo fino al 10 febbraio 1947, ma che comunque l'italia non controllava più, fu occupata dagli Inglesi. Nel marzo del 1948 Scarpanto, assieme a tutto il Dodecaneso, divenne parte integrante dello Stato greco.
Nel XIX e nel XX secolo Scarpanto conobbe un intenso flusso di emigrazione diretto soprattutto verso gli Stati Uniti d'America e l'Australia. Molti dei vecchi emigrati tornarono e restaurarono le loro case. Grazie a questo rinnovato impulso Scarpanto gode di un intenso movimento turistico, attraendo soprattutto giovani turisti amanti del windsurfing di origine greco-americana o greco-australiana.

## Geografia antropica
L'isola è formata dal comune omonimo che amministra anche l'isola di Saria. I centri abitati principali di Scarpanto sono:
- Pigadia sulla costa orientale, il capoluogo, è un centro senza interesse, fatta eccezione per le sue spiagge lungo la baia di Vronti su una cui estremità si trova appunto l'abitato. Negli ultimi anni è però diventato il centro turistico principale dell'isola con il suo fiorire di locali e II la costruzione del porticciolo turistico
- Aperi all'interno era un tempo il capoluogo dell'isola ed è ancora sede di un vescovo greco-ortodosso.
- Arkasa sulla costa occidentale, è ubicato sul sito di un'antica città. Sul promontorio si trova l'antica acropoli di cui restano solo pochissime tracce e qualche avanzo di mura ciclopiche di cui una parte sono state portate alla luce.
- Amoopi sulla costa orientale, è un sito turistico in forte espansione con numerosi alberghi costruiti o ancora in costruzione.
- Finiki sulla costa occidentale, è l'unico porto di pescatori presente sull'isola.
- Menetes all'interno, dal quale si gode della vista di gran parte della costa orientale. È presente un monumento in memoria della rivolta antinazista del 1944.
- Olimpo nell'estremità settentrionale e sul versante occidentale è un villaggio arroccato a nido d'aquila sul mare; fungeva da sentinella nei tempi in cui il mare era infestato dai pirati. È molto visitato d'estate per i magnifici panorami, per i costumi tradizionali e per i suoi antichi mulini a vento. Lo scalo di Olimpo è Diafani, sviluppatosi nella prima metà del XIX secolo quando, cessato il pericolo dei pirati, gli abitanti si insediarono di nuovo sul litorale.

## Spiagge
Le spiagge dell'isola di Scarpanto possono essere divise in 4 grossi raggruppamenti: le spiagge della costa est più riparate e di dimensioni più ridotte e tendenzialmente ghiaiose o ciottolose; le spiagge della parte meridionale dell'isola in zona aeroporto, di sabbia fine e bianca; le spiagge della costa ovest sono le più esposte al meltemi per cui sono accessibili solo in condizioni di scarso vento; e le spiagge della parte nord dell'isola, accessibili solamente via mare e in parte con i fuoristrada.

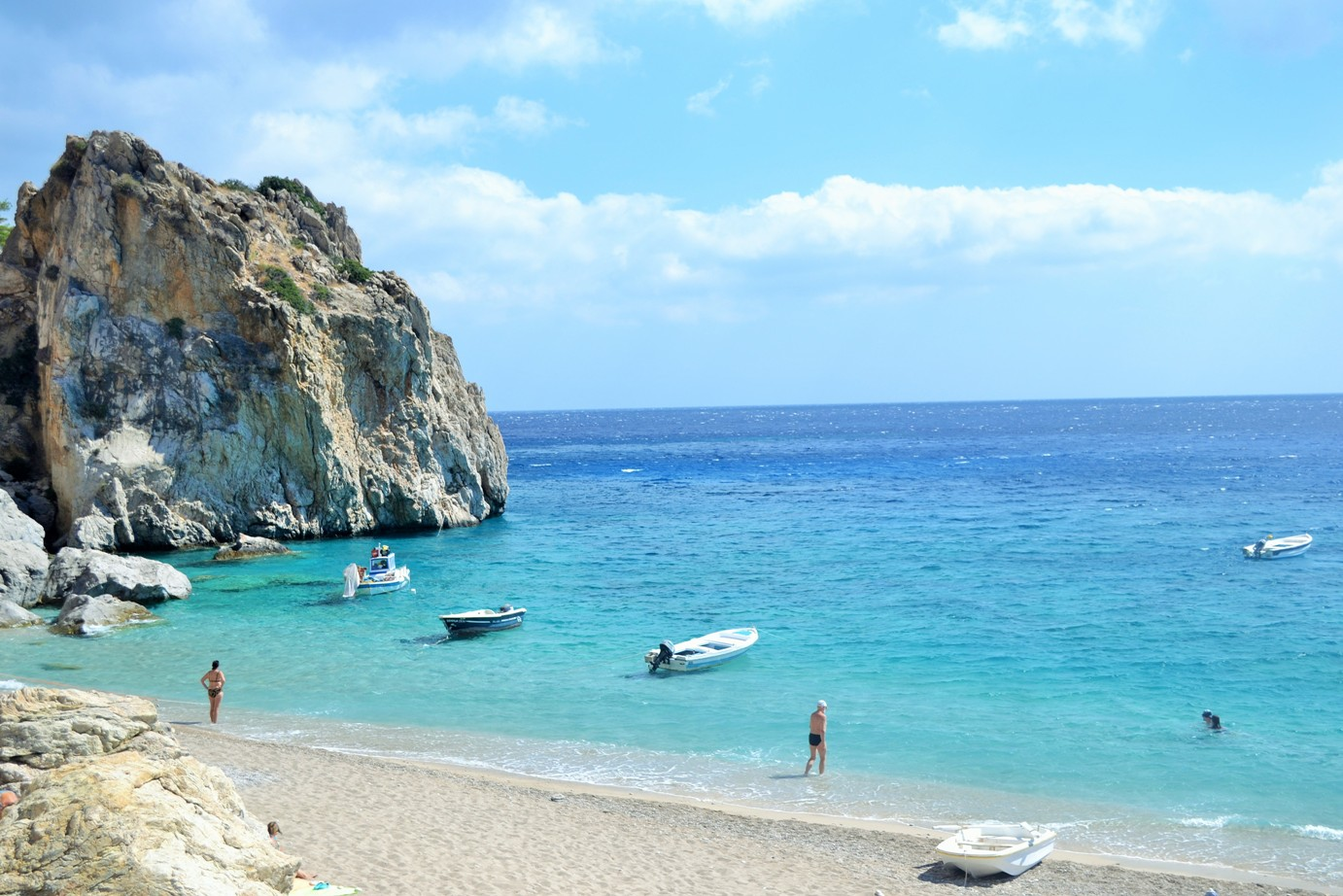
La spiaggia di Kyra Panagia

- Costa Est - Amoopi, Karpathos Beach, Achata, Kato Lako (raggiungibile solo a piedi), Kyra Panagia, Apella.
- Costa Meridionale - Damatria, Diakoftis, Devils Bay, Agrilapotamos (naturista).
- Costa Ovest - Finiki, Arkasa, Lefkos.
- Costa Nord - Diafani, Vananda, Forokli

## Amministrazione
Dal punto di vista amministrativo l'isola di Scarpanto costituisce, insieme all'isolotto di Saria, un comune sotto la giurisdizione della prefettura del Dodecaneso, facente parte a sua volta della regione amministrativa dell'Egeo meridionale.

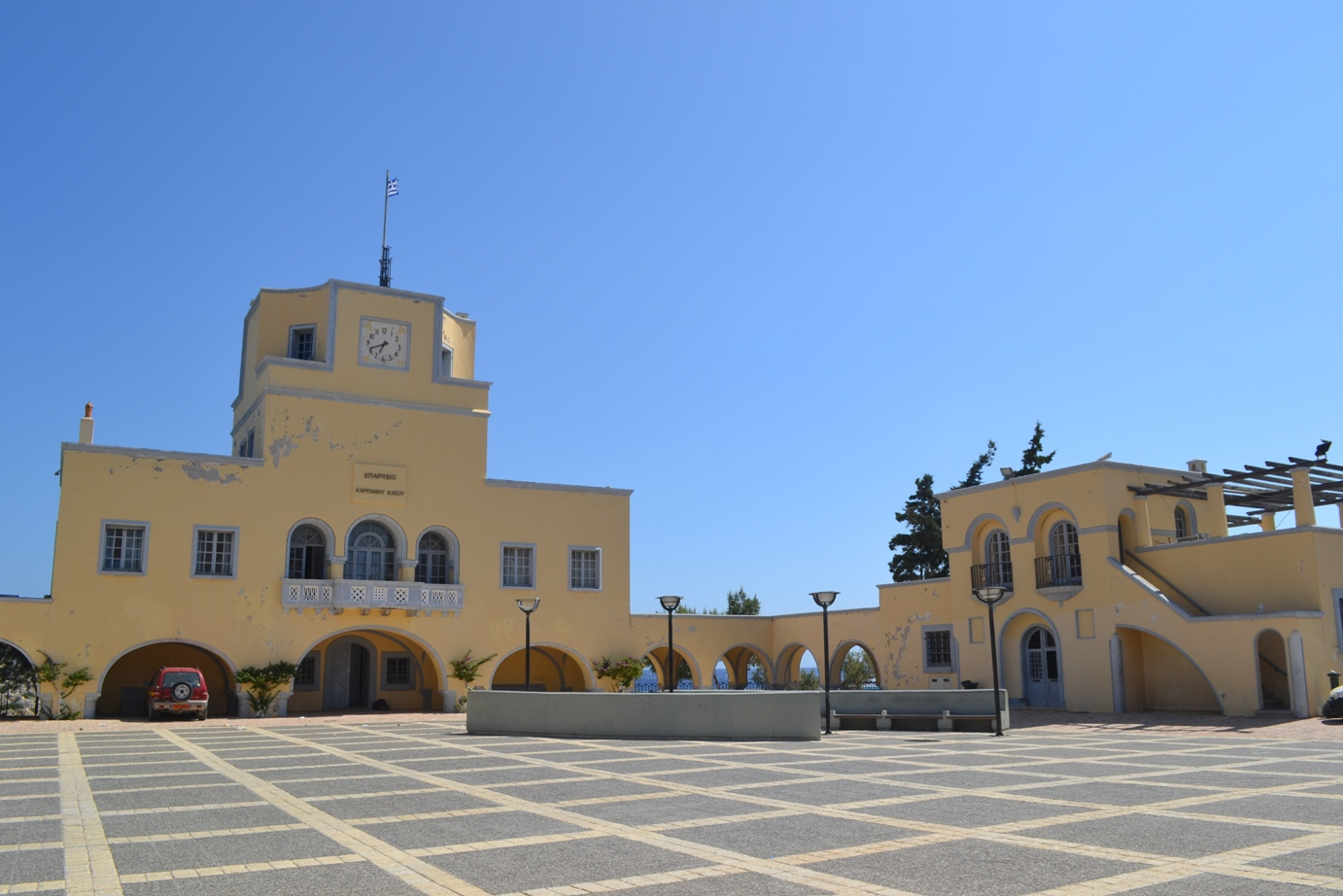
La sede locale della Prefettura del Dodecaneso, a Pigadia. L'edificio risale al periodo di amministrazione italiana

Il villaggio di Olimpo a nord è organizzato in un'entità amministrativa separata, detta comunità di Olimpo.

## Curiosità
Esiste l'ipotesi che il cognome italiano Scarpa (e forme derivate come Scarpanti, Scarpato, Scarpati, ecc.) tragga le proprie origini proprio dal nome dell'isola di Scarpanto che dal XIV secolo al 1538 fece parte dello Stato da Mar veneziano e dalla quale si ipotizza alcuni abitanti si trasferirono nell’isola di Pellestrina, della laguna veneta, dando il nome a una parte di città. Ancora oggi il cognome Scarpa rimane uno dei quattro più diffusi nella località lagunare.